# Cayo Macho
Cayo Macho es el nombre de una isla del océano Atlántico al norte de la isla principal de Cuba, que administrativamente hace parte de la provincia cubana de Matanzas, específicamente en las coordenadas geográficas 23°10′54″N 80°59′03″O / 23.18167, -80.98417 al este de la localidad de Varadero, y en la bahía de Cardenás 232 kilómetros al noroeste del centro aproximado de Cuba y 141 kilómetros al este de la capital, la ciudad de La Habana.